# Lupte la Jocurile Olimpice de vară din 1996

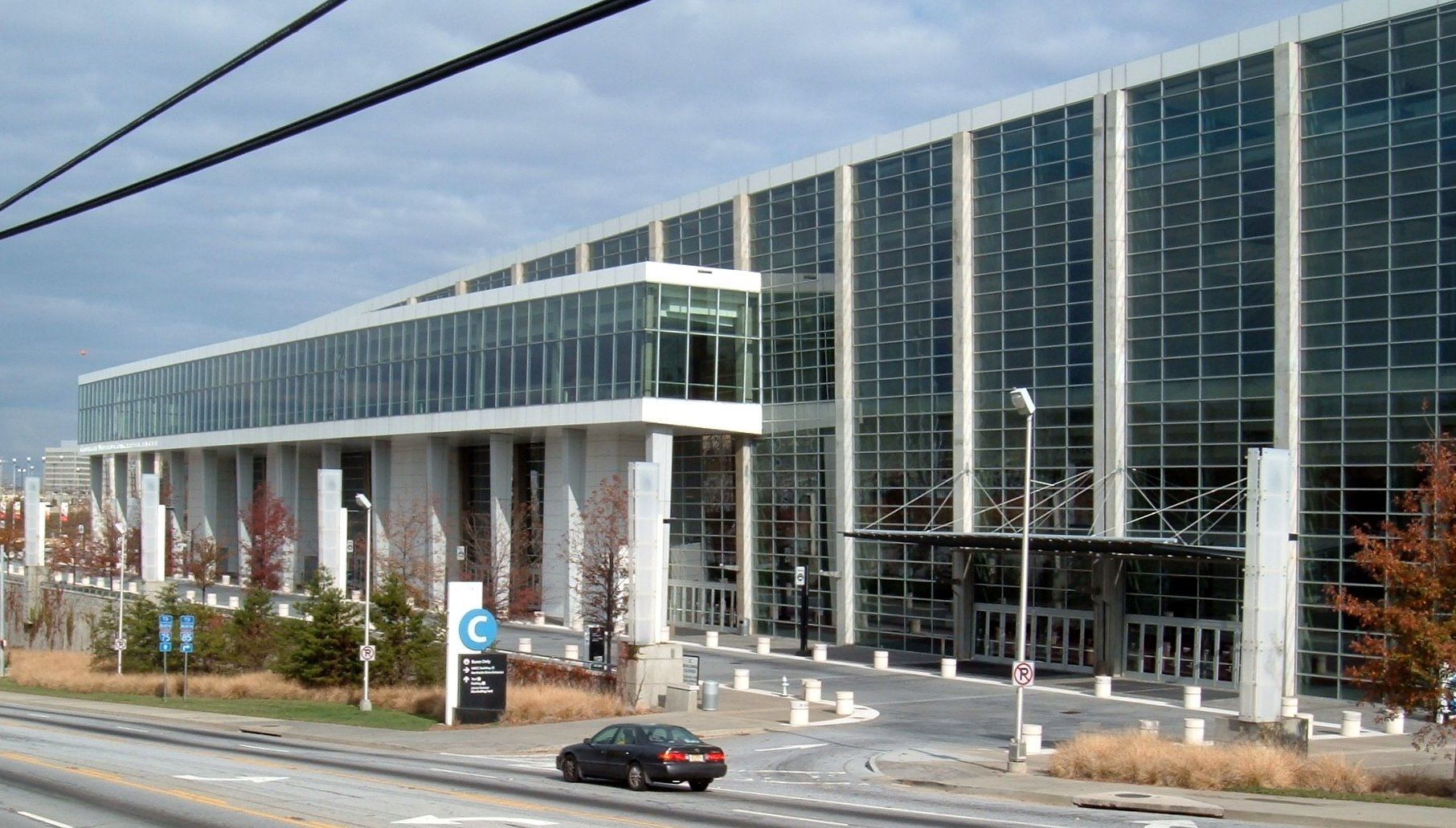
Georgia World Congress Center

Probele sportive de lupte la Jocurile Olimpice de vară din 1996 s-au desfășurat în perioada 19 iulie - 2 august 1996 la Georgia World Congress Center. Au participat 401 sportivi din 75 de țări.

## Medaliați

### Greco-roman
| Probă          | Aur                                  | Argint                                             | Bronz                                     |
| 48 kg Detalii  | Sim Kwon-ho · Coreea de Sud (KOR)    | Aleksandr Pavlov · Belarus (BLR)                   | Zafar Guliev · Rusia (RUS)                |
| 52 kg Detalii  | Armen Nazaryan · Armenia (ARM)       | Brandon Paulson · Statele Unite ale Americii (USA) | Andrii Kalașnikov · Ucraina (UKR)         |
| 57 kg Detalii  | Iuri Melnicenko · Kazahstan (KAZ)    | Dennis Hall · Statele Unite ale Americii (USA)     | Sheng Zetian · China (CHN)                |
| 62 kg Detalii  | Włodzimierz Zawadzki · Polonia (POL) | Juan Marén · Cuba (CUB)                            | Mehmet Akif Pirim · Turcia (TUR)          |
| 68 kg Detalii  | Ryszard Wolny · Polonia (POL)        | Ghani Yalouz · Franța (FRA)                        | Aleksandr Tretiakov · Rusia (RUS)         |
| 74 kg Detalii  | Filiberto Azcuy · Cuba (CUB)         | Marko Asell · Finlanda (FIN)                       | Józef Tracz · Polonia (POL)               |
| 82 kg Detalii  | Hamza Yerlikaya · Turcia (TUR)       | Thomas Zander · Germania (GER)                     | Valeri Țilenț · Belarus (BLR)             |
| 90 kg Detalii  | Viaceslav Oliinîk · Ucraina (UKR)    | Jacek Fafiński · Polonia (POL)                     | Maik Bullmann · Germania (GER)            |
| 100 kg Detalii | Andrzej Wroński · Polonia (POL)      | Serghe Liștvan · Belarus (BLR)                     | Mikael Ljungberg · Suedia (SWE)           |
| 130 kg Detalii | Aleksandr Karelin · Rusia (RUS)      | Matt Ghaffari · Statele Unite ale Americii (USA)   | Serghei Mureico · Republica Moldova (MDA) |

### Libere
| Probă          | Aur                                              | Argint                                               | Bronz                                                |
| 48 kg Detalii  | Kim Il · Coreea de Nord (PRK)                    | Armen Mkrtchyan · Armenia (ARM)                      | Alexis Vila · Cuba (CUB)                             |
| 52 kg Detalii  | Valentin Iordanov · Bulgaria (BUL)               | Namig Abdullayev · Azerbaidjan (AZE)                 | Maulen Mamyrov · Kazahstan (KAZ)                     |
| 57 kg Detalii  | Kendall Cross · Statele Unite ale Americii (USA) | Guivi Sissaouri · Canada (CAN)                       | Ri Yong-sam · Coreea de Nord (PRK)                   |
| 62 kg Detalii  | Tom Brands · Statele Unite ale Americii (USA)    | Jang Jae-sung · Coreea de Sud (KOR)                  | Elbrus Tedeev · Ucraina (UKR)                        |
| 68 kg Detalii  | Vadim Boghiev · Rusia (RUS)                      | Townsend Saunders · Statele Unite ale Americii (USA) | Zaza Zazirov · Ucraina (UKR)                         |
| 74 kg Detalii  | Buvaisar Saitiev · Rusia (RUS)                   | Park Jang-soon · Coreea de Sud (KOR)                 | Takuya Ōta · Japonia (JPN)                           |
| 82 kg Detalii  | Hadjimurad Magomedov · Rusia (RUS)               | Yang Hyung-mo · Coreea de Sud (KOR)                  | Amir Reza Khadem · Iran (IRI)                        |
| 90 kg Detalii  | Rasoul Khadem · Iran (IRI)                       | Maharbek Hadarțev · Rusia (RUS)                      | Eldar Kurtanidze · Georgia (GEO)                     |
| 100 kg Detalii | Kurt Angle · Statele Unite ale Americii (USA)    | Abbas Jadidi · Iran (IRI)                            | Arawat Sabejew · Germania (GER)                      |
| 130 kg Detalii | Mahmut Demir · Turcia (TUR)                      | Aleksey Medvedev · Belarus (BLR)                     | Bruce Baumgartner · Statele Unite ale Americii (USA) |

## Clasament pe medalii
| Loc   | Țară                       | Aur | Argint | Bronz | Total |
| ----- | -------------------------- | --- | ------ | ----- | ----- |
| 1     | Rusia                      | 4   | 1      | 2     | 7     |
| 2     | Statele Unite ale Americii | 3   | 4      | 1     | 8     |
| 3     | Polonia                    | 3   | 1      | 1     | 5     |
| 4     | Turcia                     | 2   | –      | 1     | 3     |
| 5     | Coreea de Sud              | 1   | 3      | –     | 4     |
| 6     | Iran                       | 1   | 1      | 1     | 3     |
| 6     | Cuba                       | 1   | 1      | 1     | 3     |
| 8     | Armenia                    | 1   | 1      | –     | 2     |
| 9     | Ucraina                    | 1   | –      | 3     | 4     |
| 10    | Coreea de Nord             | 1   | –      | 1     | 2     |
| 10    | Kazahstan                  | 1   | –      | 1     | 2     |
| 12    | Bulgaria                   | 1   | –      | –     | 1     |
| 13    | Belarus                    | –   | 3      | 1     | 4     |
| 14    | Germania                   | –   | 1      | 2     | 3     |
| 15    | Canada                     | –   | 1      | –     | 1     |
| 15    | Azerbaidjan                | –   | 1      | –     | 1     |
| 15    | Finlanda                   | –   | 1      | –     | 1     |
| 15    | Franța                     | –   | 1      | –     | 1     |
| 19    | China                      | –   | –      | 1     | 1     |
| 19    | Georgia                    | –   | –      | 1     | 1     |
| 19    | Japonia                    | –   | –      | 1     | 1     |
| 19    | Republica Moldova          | –   | –      | 1     | 1     |
| 19    | Suedia                     | –   | –      | 1     | 1     |
| Total | Total                      | 20  | 20     | 20    | 60    |